# Заозер'я (Вараський район)
Заозе́р'я (раніше Заозір'я) — село в Україні, у Локницькій сільській громаді Вараського району Рівненської області.
Населення станом на 1 січня 2007 року становить 347 чол.
Основною структурно-планувальною одиницею населеного пункту є одна вулиця в основному з двосторонньою забудовою і один хутір. Забудова садибного типу.
За ознакою територія населеного пункту є сельбищною. Дорога із твердим покриттям з'єднує село з центральною садибою Кутинської сільської ради (с. Кутин), районним та обласним центром. В селі функціонує Заозер'янська філія Кутинської ЗОШ I—III ст., сільський клуб, фельдшерсько-акушерський пункт, магазини. Село Заозер'я телефонізоване, електрифіковане. Центральне водопостачання та каналізація відсутні. Вулиця має переважно тверде покриття. Рельєф рівнинний. Ґрунтові води залягають на глибині понад 3-5 метрів. Територія села безпечна щодо затоплення повеневими водами. Небезпечні геологічні процеси відсутні

## Населення
За переписом населення 2001 року в селі мешкали 363 особи.

### Мова
Розподіл населення за рідною мовою за даними перепису 2001 року:
| Мова       | Відсоток |
| ---------- | -------- |
| українська | 99,47 %  |
| російська  | 0,53 %   |